# Giorgio Gaslini

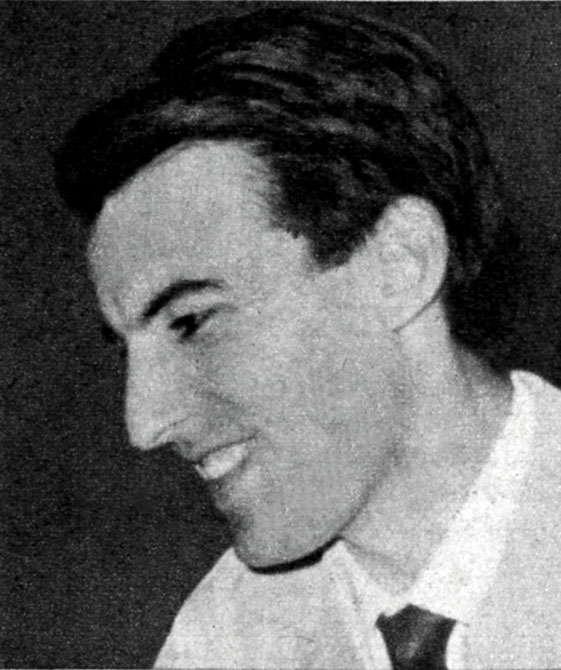
Giogio Gaslini 1957.

Giorgio Gaslini, född 22 oktober 1929 i Milano, död 29 juli 2014 i Borgo Val di Taro i Emilia-Romagna, var en italiensk jazzpianist och kompositör.

## Biografi
Gaslini började uppträda redan som 13-åring och spelade med sin jazztrio vid 16 års ålder. Under 1950- och 60-talen uppträdde han med en egen kvartett. 
Han var den förste italienska musiker som omnämndes som en ”ny talang” i den amerikanska jazztidskriften Down Beat, och den förste italienaren som officiellt blev inbjuden till en jazzfestival i USA i New Orleans 1976–77. Han samarbetade med ledande amerikanska solister som Anthony Braxton, Steve Lacy, Don Cherry, Roswell Rudd, Eddie Gomez, Max Roach och Nacci Alberto, samt med argentinaren Gato Barbieri och fransmannen Jean-Luc Ponty. Han har också arrangerat kompositioner av Albert Ayler och Sun Ra för solopiano, vilka givits ut av det italienska skivbolaget Soul Note.
Från 1991 till 1995 har Gaslini gjort verk för Carlo Actis Datos Italian Instabile Orchestra. Han komponerade även symfoniska verk, bland annat operor och baletter, av vilka flera spelats vid La Scala i Milano och andra operahus och teatrar i Italien. Därutöver komponerade han musik för scen och film, bland annat soundtracket till Michelangelo Antonionis film La Notte (Natten, 1961). Han har bedömts vara en gudfader för improviserad musik i Italien och har varit den första ledaren av kurser i jazzmusik på musikhögskolan Santa Cecilia i Rom 1972–1973.